# Riedisheim
Riedisheim là một xã trong tỉnh Haut-Rhin, thuộc vùng Grand Est của nước Pháp, có dân số là 12.101 người (thời điểm 1999). Riedisheim nằm về phía đông nam của Mulhouse.

## Thông tin nhân khẩu
| 1962  | 1968  | 1975   | 1982   | 1990   | 1999   |
| ----- | ----- | ------ | ------ | ------ | ------ |
| 8 483 | 9 811 | 12 403 | 12 175 | 11 868 | 12 101 |

## Các thành phố kết nghĩa
- Munderkingen, Đức